# Gamel Woolsey
Gamel Woolsey (Aiken, Carolina del Sud, 1895 - Màlaga, 1968) va ser una poetessa i novel·lista  nord-americana, de nom real Elizabeth (Elsa) Gammell Woolsey.

## Biografia
Filla d'una família benestant, es va traslladar a Nova York al voltant del 1921, on va publicar el seu primer poema al  New York Evening Post  el 1922. L'any següent es va casar amb Rex Hunter, escriptor i periodista  neozelandès, però es separaren quatre anys més tard. El 1927 va conèixer l'escriptor John Cowper Powys i el seu germà Llewelyn, amb qui es va traslladar a Dorset, Anglaterra, el 1929. El 1930 es va casar amb l'historiador i escriptor Gerald Brenan, amb qui va viure principalment a Espanya.
Escrivia poesia des de 1920, però durant la seva vida gairebé no va ser coneguda; les seves obres es van publicar en tirades molt curtes, com a molt de 500 exemplars.
Va morir de càncer de mama a Màlaga el 18 de gener de 1968. Les seves restes reposen al Cementiri Anglès de Màlaga, on, al seu costat, també va ser enterrat el seu espòs, mort el 1987. A la tomba d'ella, i seguint el seu desig, hi ha escrit el primer vers d'un poema de Shakespeare: «Fear no more the heat o' the sun» (No temis més la calor del sol).

## Obres
Gamel Woolsey va publicar molt poc durant la seva vida:  Middle Earth  (1931), una col·lecció de 36 poemes,  Death's Other Kingdom (1939) (títol inicial de la primera edició del llibre que en posteriors edicions en espanyol va prendre el títol de El otro reino de la muerte o el de Málaga en llamas i on narra la seva experiència personal durant la Guerra Civil Espanyola a Màlaga) i  Spanish Fairy Stories  (1944).
Altres obres van ser publicades després de la seva mort. L'any 2021 es van publicar les seves obres completes en castellà. El llibre (Más allá de la Tierra Media. Poesía completa) comprèn els poemes que Gamel Woolsey va escriure des de 1920 fins a mitjans de la dècada de1960 i inclou alguns poemes inèdits.